# West of El Dorado
West of El Dorado è un film del 1949 diretto da Ray Taylor.
È un western statunitense con Johnny Mack Brown e Max Terhune.

## Produzione
Il film, diretto da Ray Taylor su una sceneggiatura di Adele Buffington, fu prodotto da Barney A. Sarecky per la Monogram Pictures tramite la Great Western Productions e girato nell'aprile 1949. Il titolo di lavorazione fu The Kid Came West.

## Distribuzione
Il film fu distribuito negli Stati Uniti dal 5 giugno 1949 al cinema dalla Monogram Pictures.